# Левацетилметадол
Левацетилметадол (англ. Levacetylmethadol), левометадилацетат, торгова назва «ОрЛААМ») або лево-α-ацетилметадол (ЛААМ) — синтетичний опіоїд, структурно близький до метадону. Левацетилметадол має тривалий період дії завдяки активним метаболітам.

## Медичне використання
Левацетилметадол показаний як препарат другої лінії для лікування залежності від опіоїдів, якщо пацієнти не реагують на такі препарати, як метадон або бупренорфін. Препарат використовується у вигляді перорального розчину левацетилметадолу гідрохлориду в концентрації 10 мг/мл у флаконах по 120 і 500 мл під торговою маркою «ОрЛААМ». Перша доза левацетилметадолу для пацієнтів, які не почали лікування метадоном, становить 20–40 мг. Перша доза для пацієнтів, які отримували метадон, буде трохи вищою за кількість метадону, який приймали щодня, але не більше 120 мг. Після цього дозування може бути скоригована за потреби. На відміну від метадону, який треба приймати щоденно, левацетилметадол приймають 2-3 рази на тиждень.

## Фармакологічні властивості

### Фармакодинаміка
Левацетилметадол діє як агоніст μ-опіатних рецепторів. Він також діє як потужний, неконкурентний антагоніст α3β4 нікотинових ацетилхолінових рецепторів нейронів.

### Фармакокінетика
Левацетилметадол зазнає інтенсивного метаболізму першого проходження через печінку до активного деметильованого метаболіту норлевацетилметадолу, який далі деметилюється до другого активного метаболіту динорлевацетилметадолу. Ці метаболіти є більш сильними, ніж вихідний препарат.

## Хімічні властивості
Левацетилметадол, або левометадилацетат, є лівообертаючим ізомером ацетилметадолу або α-метадилацетату. Правообертаючий ізомер, d-альфацетилметадол (d-α-ацетилметадол), є більш потужним, але має коротший період дії. Лівообертаючий ізомер також менш токсичний із LD50 у мишей 110 мг/кг підшкірно та 172,8 мг/кг перорально на відміну від LD50 61 мг/кг підшкірно та 118,3 мг/кг перорально для dl-α-метадилацетату. Він має температуру плавлення 215 °C і молекулярну масу 353,50. β-метадилацетат також існує, однак він є більш токсичним і менш активним, ніж α-метадилацетат, і не має медичного застосування.

## Історія
Левацетилметадол був схвалений FDA в 1993 році для використання в лікуванні залежності від опіоїдів. У 2001 році левацетилметадол було видалено з європейського ринку через повідомлення про небезпечні для життя шлуночкові аритмії. У 2003 році компанія «Roxane Laboratories, Inc.» припинила виробництво левацетилметадолу у США.

## Суспільство і культура

### Правовий статус
До серпня 1993 року левацетилметадол класифікувався як препарат списку I у США. Левацетилметадол не схвалений до медичного застосування в Австралії та Канаді. Він віднесений до наркотичних речовин, контрольованих за Списком II, у США з DEA ACSCN 9648 і національною сукупною річною квотою на виробництво 4 грами станом на 2013 рік.